# 布蘭登·艾克
布蘭登·艾克（英語：Brendan Eich，1961年7月4日—），美國程式技术专家與企業家，JavaScript主要創造者與架構師，曾任Mozilla公司的技術長，並曾短暫擔任執行長。

## 生平

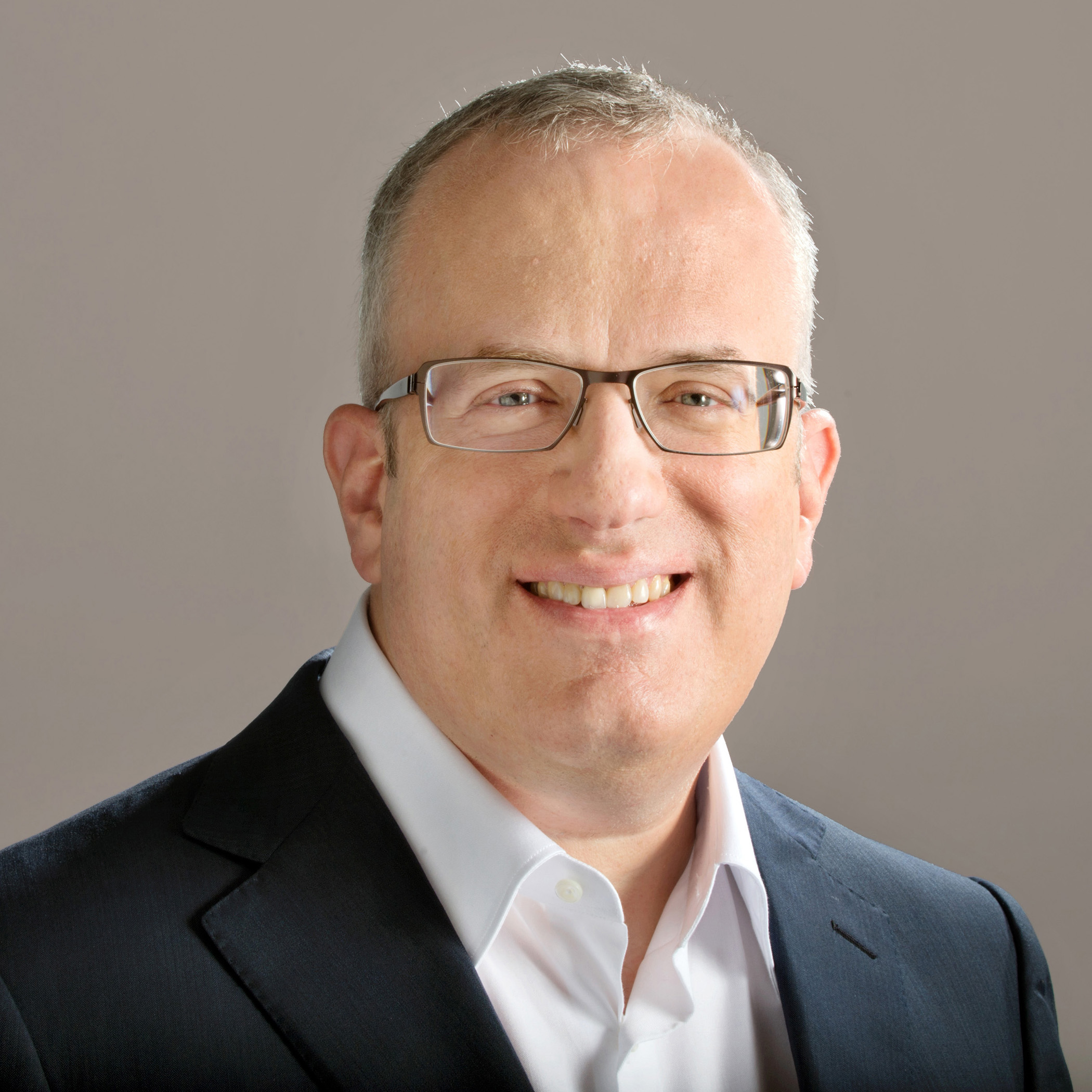
2012年的布蘭登·艾克

布蘭登·艾克生於美國加州的森尼維爾市，在聖塔克拉拉大學（Santa Clara University）就讀時，最初主修物理學，大三時因興趣轉變转投計算機科學領域，後取得數學與計算機科學學士學位。1986年取得伊利諾伊大學香檳分校計算機科學碩士學位。
畢業後進入SGI工作，在此工作七年，主要負責作業系統與網路功能。之後他在MicroUnity工作了三年。1995年4月，任職於網景期間，為網景瀏覽器開發出JavaScript，之後成為网页瀏覽器领域應用最廣泛的腳本語言之一。1998年，艾克協助成立Mozilla.org，2003年在美國線上決定結束網景部門營運後，艾克協助成立了Mozilla基金会。
2014年3月24日，艾克晉升為Mozilla公司執行長引發同性戀族群抗议，歸咎於艾克2008年曾捐助1000美元支持加利福尼亞州8號提案。此事引發線上交友網站OkCupid抵制使用Firefox瀏覽器，一些Mozilla員工亦要求辭職。Mozilla董事會成員希望他留在公司中扮演不同的角色。
2014年4月3日，艾克宣佈從Mozilla離職。艾克在他的個人部落格中寫道：“Mozilla的使命遠超過我們任何一人，無法勝任Mozilla的領導職位”。美國作家安德魯·沙利文在談到艾克的離職時說“沒有一絲證據表明他曾經在Mozilla中歧視過一個同性戀者”，而艾克被迫離職一事“應該讓那些對包容和多元化社會感興趣的人感到厭惡”。
2015年5月28日，艾克成立Brave軟體公司，這是一家網際網路安全公司，已經從天使投資者募集了250萬美元的早期資金。該公司的聯合創始人Brian Bondy曾在Mozilla和可汗學院工作。2016年1月20日，該公司發布了Brave網頁瀏覽器。2017年5月，Brave用30秒完成了约3千5百万美元的ICO发售。

## 外部連結
- 布蘭登·艾克個人網站
- .   [2016-10-01]. （原始内容存档于1999-01-28）.

| 前任者： 蓋瑞·科瓦克斯 | Mozilla公司執行長 2014年3月24日–2014年4月3日 | 繼任者： 克里斯·比爾德 |